# Équipe de Libye masculine de handball
L'équipe de Libye masculine de handball est la sélection nationale représentant la Libye dans les compétitions internationales masculines de handball sous l'égide de la Fédération libyenne de handball.
L'équipe nationale ne s'est jamais qualifiée à un Championnat du monde mais a participé par contre à diverses compétitions africaines.

## Parcours
Championnat d'Afrique des nations
- 1974 à 1979 : non qualifié
- 1981 : qualifiée mais forfait
- 1983 à 2002 : non qualifié
- 2004 : 11e place
- 2006 et 2008 : non qualifié
- 2010 : 11e place
- 2012 : non qualifié
- 2014 : 12e place
- 2016 : 9e place
- 2018 : non qualifié
- 2020 : 13e place
- 2022 : non qualifié
- 2024 : 12e place

Jeux africains
- Jeux africains de 2015 : 5e place